# Šušunja
Šušunja este un sat din municipiul Podgorica, Muntenegru. Conform datelor de la recensământul din 2003, localitatea are 281 de locuitori (la recensământul din 1991 erau 230 de locuitori).

## Demografie
În satul Šušunja locuiesc 190 de persoane adulte, iar vârsta medie a populației este de 34,4 de ani (34,0 la bărbați și 34,7 la femei). În localitate sunt 65 de gospodării, iar numărul mediu de membri în gospodărie este de 4,32.
|  |

| Demografie | Demografie | Demografie |
| An         | Locuitori  | Locuitori  |
| ---------- | ---------- | ---------- |
|            |            |            |
|            |            |            |
|            |            |            |
|            |            |            |
| 1948       | 124        |            |
| 1953       | 136        |            |
| 1961       | 178        |            |
| 1971       | 210        |            |
| 1981       | 210        |            |
| 1991       | 230        | 226        |
| 2003       | 286        | 281        |

| \| Componența etnică conform recensământului din 2003[2] \| Componența etnică conform recensământului din 2003[2] \| Componența etnică conform recensământului din 2003[2] \| Componența etnică conform recensământului din 2003[2] \| Componența etnică conform recensământului din 2003[2] \| \| ----------------------------------------------------- \| ----------------------------------------------------- \| ----------------------------------------------------- \| ----------------------------------------------------- \| ----------------------------------------------------- \| \| \| \| \| \| \| \| Muntenegreni \| Muntenegreni \| \| 240 \| 85,4% \| \| Sârbi \| Sârbi \| \| 37 \| 13,16% \| \| Croați \| Croați \| \| 2 \| 0,71% \| \| necunoscută \| necunoscută \| \| 0 \| 0% \| |              |  |     |        |
| Componența etnică conform recensământului din 2003 |              |  |     |        |
| |              |  |     |        |
| Muntenegreni | Muntenegreni |  | 240 | 85,4%  |
| Sârbi | Sârbi        |  | 37  | 13,16% |
| Croați | Croați       |  | 2   | 0,71%  |
| necunoscută | necunoscută  |  | 0   | 0%     |